# Занд, Шломо
Шломо Занд (ивр. שלמה זנד‎, род. 1946 г.) — профессор общей истории Тель-Авивского университета, преподаёт также в парижской Высшей школе социальных наук (Франция). Известен своими постсионистскими взглядами.

## Биография
Родился в Линце (Австрия), в семье еврейских беженцев из Польши, переживших Катастрофу. Первые два года своей жизни провёл в лагере для перемещённых лиц в Траунштайне (Германия). В 1948 году перебрался вместе с родителями в Израиль.
Его отец, человек коммунистических взглядов, намеревался вступить с борьбу с «британскими империалистами», но англичане уже покидали Палестину. Семья поначалу жила в оставленном жильцами в ходе войны арабском доме в Яффо. Отец работал курьером и ночным сторожем, мать подрабатывала уборкой. Оба они по принципиальным соображениям отказались от причитавшихся им германских репараций.
В 16 лет Шломо Занд был исключён из школы и начал работать на заводе, производившем радиоприёмники. По вечерам он учился на курсах по электронике. Вскоре он присоединился к молодёжной организации при компартии Израиля.
В 1965—1967 годах Занд проходил службу в израильской армии. В 1967 году, во время Шестидневной войны, будучи солдатом «Иерусалимской бригады», участвовал в боях за Иерусалим.
После демобилизации в конце 1967 года встретился в Хайфе с палестинским поэтом Махмудом Дарвишем и рассказал ему о своих сомнениях — остаться в Израиле и бороться за его перерождение или покинуть страну. Под впечатлением этой встречи Дарвиш написал своё знаменитое стихотворение «Солдат, мечтавший о белых нарциссах».
После армии Занд работал в самых разных местах, в том числе, устанавливал телефоны и театральные декорации.
В 1968 году, травмированный вторжением войск стран Варшавского договора в Чехословакию, Занд отклонил предложение компартии поехать изучать киноискусство в Лодзь (Польша). Он вышел из рядов компартии и вступил в леворадикальное антисионистское и антикапиталистическое движение «Мацпен» («Компас»). Занда несколько раз задерживали за распространение материалов движения. В 1970 году он покинул «Мацпен», разочаровавшись в этом движении.
Лишь в возрасте 24 лет Занд получил аттестат зрелости. Через год он начал учиться в Тель-Авивском университете. В 1975 году он получил первую степень (степень бакалавра) по истории (с особым отличием). Получив французскую государственную стипендию, переехал в Париж и продолжил там учёбу на степень магистра. Для получения степени написал дипломную работу «Политическая иллюзия: Жорж Сорель и интеллектуальные дебаты 1900-х гг.» под руководством профессора Мадлен Ребериу (Madeleine Rebérioux). Затем Занд продолжил учёбу на третью академическую степень и защитил с отличием докторскую диссертацию в парижской Высшей школе социальных наук (тема: «Жорж Сорель и марксизм»). Эта диссертация вышла затем отдельной книгой и удостоилась премии французской Академии моральных и политических наук. Историк Франсуа Фюре, президент Высшей школы социальных наук, предложил Занду работу, и тот стал одним из преподавателей школы. В 1985 году он начал работать в Тель-Авивском университете, а в 2003 году стал штатным («полным») профессором этого университета.
Занд продолжал и далее преподавать в Высшей школе социальных наук. Кроме того, он вёл исследования в университете Беркли в Калифорнии, США, и читал лекции в университете Экс-ан-Прованс (Франция). Он стал одним из основателей французского издания «1900 — журнал интеллектуальной истории».
Занд регулярно публикует политические статьи в ежедневной прессе с критикой политики израильского правительства с левых позиций.
Занд женат, имеет двух дочерей — Эдит и Лиаль.

## Научные интересы и достижения
Шломо Занд начал свою научную карьеру как исследователь «истории идей», затем перешёл к исследованию интеллектуальной политической и социальной истории. Затем в круг его интересов вошли взаимоотношения между кино и историей. В настоящее время он занимается проблемами, связанными с национализмом и историей национальных идентичностей.

### «Политическая иллюзия:Жорж Сорельи интеллектуальные дебаты 1900-х»
Первая книга Занда (L’Illusion du politique: Georges Sorel et le débat intellectuel 1900, Paris, La Découverte, 1984), посвящённая Ж.Сорелю, была написана им по материалам докторской диссертации.
В течение долгого времени (особенно после второй мировой войны) представителя революционного синдикализма Сореля трактовали как предтечу фашизма, теоретика «консервативного насилия». В своей книге Занд предложил совершенно иной подход к философии Сореля. Анализируя новые, неизученные материалы, забытые газетные публикации и недавно обнаруженные письма, Занд доказал, что Сорель (умерший в 1922 году) относился к фашизму с отвращением и был чрезвычайно озабочен его практикой. То обстоятельство, что интеллектуалы-фашисты «клялись» именем Сореля, безусловно, имеет немалое значение, однако такие антифашисты, как Антонио Грамши или Пьеро Гобетти, также считали учение Сореля о революции своим теоретическим краеугольным камнем.
Занд приходит к следующему теоретическому выводу: историю идей следует рассматривать не в традиционном порядке, от теории к практике, то есть от Руссо к Робеспьеру, от Маркса к Ленину или от Сореля к Муссолини, а, наоборот, от практики к теории, то есть, от Робеспьера к Руссо, от Муссолини и Грамши к Сорелю и т. д. В центре исследования Занда находятся сложные отношения между Сорелем и марксистской теорией, специфика принятия Сорелем материалистической методологии и его критика утопизма, содержащегося в социалистическом видении мира. Занд рассмотрел концепции Сореля в обширном идеологическом контексте, вскрыл его отношения с Бенедетто Кроче, Эдуардом Бернштейном, Гюставом Лебоном и Анри Бергсоном.

### «Интеллектуал, истина и власть — отдела Дрейфусадовойны в Персидском заливе»
Вторая книга Занда (Intellectuals, Truth and Power: From the Dreyfus Affair to the Gulf War, Tel Aviv, Am Oved, 2000, на иврите) была издана издательством «Ам Овед» в серии «Офаким» («Горизонты»). Она обсуждает интеллектуалов как особую социальную прослойку, с одной стороны, и как «агентов культуры», появляющихся на общественной арене в качестве обладателей ценностного и символического капитала, с другой. Под влиянием Пьера Бурдье Занд исследует появление понятия «интеллектуал» и этапы его эволюции. Занд начинает своё исследование с процесса Дрейфуса и завершает его израильскими «производителями культуры». Он обсуждает «представления о себе» (идентичности), присущие различным интеллектуалам, их амбиции, принимаемые ими меры предосторожности, а также присущую им иногда отвагу. Задача книги — покончить с принятой в различных обществах идеализацией интеллектуалов, но, в то же время, продемонстрировать их важную общественную роль.
Занд впоследствии расширил и переработал вторую часть книги, посвящённую израильской культуре, и издал её на французском языке под заглавием «Слова и земля — интеллектуалы в Израиле» (Les Mots et la terre — Les intellectuels en Israël).

### «Киноискусство как история — вообразить и экранизировать XX век»
Это масштабное произведение вышло в свет на иврите в 2002 году. Оно посвящено взаимоотношениям между киноискусством и политической историей XX века. Занд получил за него престижную премию французской кинокритики. В книге разбираются примерно 600 фильмов, относящиеся к различным жанрам. Занд рассматривает такие проблемы как «демократия в кино», «первая мировая война в кино», «кино и Катастрофа», «кино и холодная война» и т. д. Книга вышла по-французски под названием «XX век на экране» (Le XXe siècle à l'écran, Paris, Seuil, 2004), а также и по-испански (El siglo xx en pantalla — Cien años a través del cine, Barcelona, Crítica, 2005). Она стала учебным пособием в израильском «Открытом университете».
В этой книге Занд утверждает, что невозможно понять политическую культуру и основные идеологии XX века, игнорируя киноискусство и телевидение. Он полагает, что историк новейшей эпохи, стремящийся «расшифровать» XX век, обязан подвергнуть кино углублённому анализу — тем более, что оно является центральным «агентом памяти», и его роль в формировании представлений о прошлом не уступает роли школьных учебников.
Одна из центральных глав книги посвящена отношению западного кино к Катастрофе. Занд высоко оценил новаторские произведения Алена Рене, Джилло Понтекорво и др., отважившихся уже в конце 1950-х годов подвергнуть обсуждению ужасное недавнее прошлое. В то же время он подверг суровой критике фильмы «Шоа» («Катастрофа») Клода Ланцмана и «Список Шиндлера» Стивена Спилберга.
Книга вызвала во Франции настоящую бурю и подверглась резкой критике со стороны интеллектуалов-любимцев прессы, таких, как Бернар-Анри Леви, Александр Адлер и др. Занд утверждал, в частности, что французский фильм о Катастрофе должен открываться кадрами, показывающими поезда, уходившие в Освенцим из концентрационного лагеря Дранси под Парижем, однако фильм «Шоа» умолчал об этом эпизоде Катастрофы. Занд считает подход Ланцмана к Катастрофе изначально неверным, ибо тот сводит Катастрофу к событиям, происходившим в отдалённых районах Восточной Европы, игнорируя «вклад» и участие в ней т. н. центров высокой западноевропейской культуры. Кроме того, если слабым местом фильма «Ночь и туман» Алена Рене было то, что в нём не упомянуто число еврейских жертв (6 миллионов), слабость Ланцмана проявилась в том, что у него вообще не упомянуты нееврейские жертвы нацизма. Занд отрицательно относится и к тому, что большую часть денег, позволивших Ланцману начать работу над фильмом, он получил от израильского правительства, причём это обстоятельство не было упомянуто в титрах — его, по существу, скрыли от зрителей.

### «Историки, время, воображение — от школы „Анналов“ до убийцы-постсиониста»
Предназначенная для широкого читателя книга Занда («Историки, время и воображение: от школы „Анналов“ до постсионистского убийцы», Тель Авив, Ам Овед, 2004 год, на иврите), вышедшая в свет в Израиле в 2004 году, посвящена разнобразным аспектам современной историографии. Она обсуждает различные подходы к изучению истории и перемежает теоретические рассуждения с автобиографическими рассказами: начинаясь с исторической школы «Анналов», с которой Занд, будучи молодым докторантом, столкнулся в Париже, она завершается исторической дискуссией о постсионизме. Книга дискутирует с авторами различных исторических нарративов, нередко жестоко их критикуя. Параллельно Занд анализирует литературные образы в сочинениях западных и израильских историков. Завершает книгу разбор исторических воззрений Вальтера Беньямина.

### «Кто и как изобрёл еврейский народ»
Эта книга вышла в свет на иврите в марте 2008 года в издательстве «Реслинг» (Тель-Авив) под названием «Когда и как был изобретён еврейский народ» (ивр. «מתי ואיך הומצא העם היהודי»‎).
Книга посвящена в основном двум смежным темам: критическому разбору эволюции еврейской историографии и демифологизации еврейской истории. Она подробно разбирает становление концепции еврейского народа-расы и еврейско-израильские идеологии идентичности. По мнению автора, еврейский народ изобрели сионисты с целью оправдать его присутствие на территории нынешнего Израиля, а ныне сионистские идеологи и историки скрывают от общественности «неудобные» факты, по мнению Занда, опровергающие существование еврейского народа.
Летом 2008 года вышел авторизованный перевод книги на французский язык (Comment le peuple juif fut inventé — De la Bible au sionisme, Paris, Fayard, 2008). Английское издание книги вышло почти одновременно в Великобритании и в США в октябре 2009 года под названием The Invention of the Jewish People (издательство Verso Books). Русский перевод книги вышел в Москве (под названием «Кто и как изобрёл еврейский народ») в издательстве «Эксмо» в марте 2010 года. Книга была переведена на русский язык израильским социологом Михаилом Урицким; объёмная редакция русского издания была произведена (по согласованию с автором) израильским писателем Александром Этерманом. Перевод книги на японский язык вышел в свет в апреле 2010 года.
В апреле 2010 года в Берлине (в издательстве Propyläen Verlag) вышел немецкий перевод книги. В мае 2010 года предполагается выход итальянского издания. На момент написания этой статьи (конец апреля 2010 года), согласно договорам с издательствами, завершается работа над переводом книги на испанский, словенский, хорватский, арабский, турецкий, португальский, индонезийский и венгерский языки.
В марте 2010 года во Франции вышло новое издание книги (на этот раз, в карманном формате и в мягком переплёте). В июне 2010 года должно было выйти аналогичное английское издание. Предполагается, что оно включит новое послесловие автора, являющееся кратким ответом критикам книги.
В Израиле книга в течение 19 недель входила в список национальных бестселлеров. Во Франции, где книга Занда стала самой продаваемой в категории «История» за 2009 год, были выпущены три последовательных тиража (в твёрдом переплёте). И в США, и в Великобритании книга с самого момента выхода в свет по апрель 2010 года входит в многочисленные списки бестселлеров, в том числе, публикуемые сайтом компании Amazon (www.amazon.com).
В 2009 году Шломо Занду за его книгу была присуждена французская премия «Aujourd’hui» — престижная журналистская награда за выдающееся политическое или историческое сочинение. Ранее этой премии удостоились философ Раймон Арон, литературный критик Джордж Стайнер, писатель Милан Кундера и историк Франсуа Фюре.
В апреле 2010 года книга номинирована на британскую еврейскую премию «Вингейт» (JQ-Wingate Literary Prize Shortlist).
Книга подверглась жёсткой критике со стороны учёных. В частности, профессор Барталь из Иерусалимского университета оценил ряд тезисов Занда как типичную теорию заговора, а также указал на недопустимые для историка ошибки, например, использование сатирического памфлета в качестве аутентичного исторического документа.

### «Кто и как изобрел страну Израиля»
Книга вышла на иврите в 2012 г. Издана на русском изд-вом «Эксмо», 2012, ISBN 978-5-699-57584-8, переводчик Александр Этерман.
Эта книга Шломо Занда является продолжением и развитием его книги «Кто и как изобрел еврейский народ», в котором он попытался приравнять к мифу само существование еврейского народа. В новой книге Занд обращает внимание на другой миф — о Стране Израиля, а заодно даёт собственное толкование современного арабо-израильского конфликта. Автор считает, что Святая земля была превращена в «еврейскую колониальную метрополию», из которой при первой же возможности было изгнано местное население. Давая свою трактовку сионизма, Занд отказывает евреям в безусловном единоличном историческом праве на территорию Палестины. В то же время евреи не претендуют на безусловное единоличное историческое право: в Израиле проживают, помимо более чем двух миллионов арабов друзы, армяне, черкесы и люди десятков национальностей и разных вероисповеданий.

## Публикации
- L’Illusion du politique, Paris, La Découverte, 1984
- האינטלקטואל, האמת והכוח, תל אביב, עם עובד, 2000
- הקולנוע כהיסטוריה, תל אביב, עם עובד, 2002
- Le XXe siècle à l'écran, Paris, Seuil, 2004
- El siglo XX en pantalla, Barcelona, Crítica, 2005
- ההיסטוריון, הזמן והדמיון, תל אביב, עם עובד, 2004
- Les Mots et la terre, Paris, Fayard, 2006
- The Words and the Land, Los Angeles, Semiotext, 2011
- מתי ואיך הומצא העם היהודי?, תל אביב, רסלינג, 2008
- Comment le peuple juif fut inventé, Paris, Fayard, 2008
- The Invention of the Jewish People, London, Verso, 2009
- Die Erfindung des jüdischen Volkes, Berlin, Propyläen, 2010
- إختراع الشعب اليهودي، رام الله، المركز الفلسطيني للدراسات الإسرائيلية «مدار»، 2010
- L’Invenzione del popolo ebraico, Milano, Rizzoli, 2010
- Кто и как изобрёл еврейский народ. — Москва: Эксмо, 2010. — 542, [1] с.
- ユダヤ人の起源 歴史はどのように創作されたのか, 東京都, 2010
- Hogyan alkották meg a zsidó népet, Budapest, kairosz, 2010
- Skapandet av det judiska folket, Stockholm, Voltaire, 2010
- Kako so izumili judovsko ljudstvo, Ljubljana, Založba /*cf., 2010
- La Invención del pueblo judío, Madrid, Akal, 2011
- A Invenção do Povo Judeu, São Paulo, Benvirá, 2011
- Kiedy i jak wynaleziono naród żydowski, Warszawa, Dialog, 2011
- Yahudi Halkı Nasıl İcat Edildi?, İstanbul, Doğan Kitap, 2011
- Изобретяването на еврейския народ, София, Bgkniga, 2011
- 虚构的犹太民族,出版社: 上海三联书店; 第1版 2012年8月1日
- Kada i kako je izmišljen židovski narod?, Zagreb, Misl, 2012

• Como o Povo Judeu Foi Inventado, Porto, Figueirinhas, 2012
• Πώς επινοήθηκαν οι Εβραίοι, Αθήνα, Pandora Books, 2012
• Jak byl vynalezen židovský národ, Praha, Rybka, 2015
• מתי ואיך הומצאה ארץ ישראל?, אור יהודה, זמורה-ביתן, 2012
• Comment la terre d’Israël fut inventée, Paris, Flammarion, 2012
• The Invention of the Land of Israel, London, Verso, 2012
• Die Erfindung des Landes Israel, Berlin, Propyläen, 2012
• Invenção da terra de israel, São Paulo, Benvirá, 2012
- Кто и как изобрел страну Израиля. — Москва: Эксмо, 2012. — 440, [1] с.

• إختراع أرض إسرائيل، رام الله، المركز الفلسطيني للدراسات الإسرائيلية «مدار»، 2013
• La Invención de la tierra de Israel, Madrid, Akal, 2013
• چگونه سرزمين اسرائيل اختراع شد، كلن، چاپخانۀ مرتضوی، 2013
• Kiedy i jak wynaleziono Ziemię Izraela, Warszawa, Dialog, 2015
• מתי ואיך חדלתי להיות יהודי? מבט ישראלי, אור יהודה, זמורה-ביתן, 2013
• Comment j’ai cessé d'être juif, Paris, Flammarion, 2013
• Warum ich aufhöre, Jude zu sein, Berlin, Propyläen, 2013
• Come ho smesso di essere ebreo, Rizzoli, 2013
- Как и почему я перестал быть евреем. — Москва: Эксмо, 2013. — 190, [1] с.

• How I Stopped Being a Jew, London, Verso, 2014
• كيف لم أعد يهوديا، رام الله، المركز الفلسطيني للدراسات الإسرائيلية «مدار»، 2014
• Dlaczego przestałem być Żydem, Warszawa, Dialog, 2014
• Como Deixei de Ser Judeu, São Paulo, Benvirá, 2015
• Ser (O No Ser) Judío Hoy, Barcelona, bellaterra, 2015
• היסטוריה בדמדומים, תל אביב, רסלינג, 20015
• Crépuscule de l’Histoire, Paris, Flammarion, 2015
• La Fin de l’intellectuel français ?, Paris, La Découverte, 2016
• J. Julliard & S. Sand (eds.), Georges Sorel en son temps, Paris, Seuil, 1985
• S. Sand (ed.), De la nation et du «people juif», Paris, LLL, 2009
• S. Sand, (ed.), On The Nation and the «Jewish People», London, Verso, 2010